# Serguéi Ivánov (baloncestista)
Serguéi Vasílievich Ivánov, en ruso: Сергей Васильевич Иванов, (nacido el 9 de julio de 1963 en Krasnoyarsk, Rusia) es un exjugador de baloncesto ruso. Con 2,05 m de estatura, su puesto natural en la cancha era el de ala-pívot.

## Trayectoria
- CSKA Moscú (1992-1993)
- Avtodor Saratov (1993-1994)
- Dinamo Moscú (1994-1995)
- Avtodor Saratov (1995-1996)
- Dinamo Maikop (1998-2000)
- Lokomotiv Vody (2000)